# Generaldiözese Göttingen
Die Generaldiözese Göttingen war ein kirchlicher Aufsichtsbezirk im Bereich der heutigen Evangelisch-lutherischen Landeskirche Hannovers.
Sie wurde 1589 nach der von Herzog Julius angeordneten Generalvisitation für das Gebiet des damaligen Fürstentums Göttingen eingerichtet. Sitz des Generalsuperintendenten war zunächst Münden, später Uslar und Göttingen. 1879 wurde der Zuständigkeitsbereich um das Gebiet von Grubenhagen-Harz erweitert. 1903 ging die Generaldiözese Göttingen in der Generaldiözese Hildesheim auf.
Mit der Neuorganisation der Landeskirche unter Landesbischof August Marahrens wurde 1936 der Sprengel Göttingen-Grubenhagen als Nachfolger der alten Generaldiözese gegründet.

## Generalsuperintendenten
- 1589–1608: Johann Sötefleisch
- 1610–1618: Henning Tegetmeyer
- 1619–1621: Friedrich Sengebähr
- 1622–1626: Justus Großcurdt
- 1630–1645: Theodor Berckelmann
- 1646–1656: Christophorus Specht
- 1657–1675: Barthold Janus
- 1675–1679: Johann Jakob Specht
- 1680–1694: Hermann Barckhaus
- 1695–1699: Christoph Fischer
- 1701–1708: Philipp Ludwig Böhmer
- 1709–1721: Johann Daniel Bütemeister
- 1722–1734: Heinrich Philipp Guden
- 1735–1738: Balthasar Mentzer
- 1738–1766: Jakob Wilhelm Feuerlein
- 1767–1773: Paul Jacob Förtsch
- 1779–1804: Gottfried Wilhelm Wagemann
- 1805–1827: Gottlieb Jakob Planck
- 1827–1841: Johann Philipp Trefurt
- 1842–1866: Friedrich Gottfried Rettig
- 1866–1878: Julius Hildebrand
- 1880–1903: Karl Guden